# Mimomanes
Mimomanes es un género de polillas perteneciente a la familia Geometridae. El género fue descrito por Paul Dognin en 1906 con distribución en América del Sur.

## Especies
- M. drucei Dognin, 1889
- M. egregia Dognin, 1906
- M. subpulchra Warren, 1909
- M. theclata Dognin, 1906